# Kłębuszkowe białko nabłonkowe 1

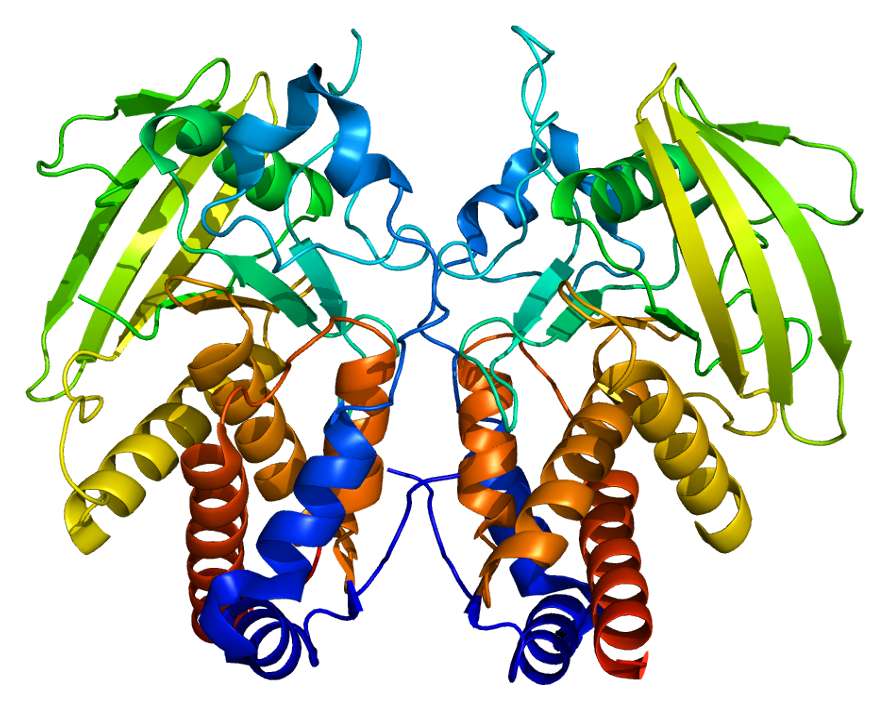

Kłębuszkowe białko nabłonkowe 1 (ang. glomerular epithelial protein 1, GLEPP1) – jest integralnym białkiem błonowym o ciężarze 132kDa, o właściwościach fosfatazy tyrozynowej. Białko to ma dużą część pozakomórkową, zawierającą m.in. domenę fibronektyny, hydrofobową domenę przezbłonową oraz fragment cytoplazmatyczny, odpowiadający fosfatazie tyrozynowej. Białko to jest umieszczone w szczytowej powierzchni wyrostków stopowatych podocytów. GLEPP1 jest zaangażowane w regulację struktury i funkcji wyrostków stopowatych przez udział w fosforylacji tyrozyny białek podocytów. Pojawienie się ekspresji GLEPP1 świadczy o końcowym zróżnicowaniu komórkowym podocytów.
Białko GLEPP1 zostało odkryte jako 25 gen, którego ekspresja w linii komórkowej białaczki U937 zachodzi jako nadekspresja w obecności estru forbolu. Gen ulega ekspresji w makrofagach, w nerce, w mózgu oraz limfocytach B.

## Efekt braku genu GLEPP1
W badaniach doświadczalnych na myszy z uszkodzonym genem GLEPP1 (Ptpro-/-) obserwowano zmiany morfologiczne nefronów - wyrostki stopowate podocytów były szersze i mniej wyraźna niż u myszy typu dzikiego (Ptpro+/+). Ogólna struktura podocyty jest bardziej ameboidalna (ang. amoeboid) w porównaniu ze strukturą "podobną do ośmiornicy" (ang. octopoid) typu dzikiego typu. Natomiast mimo zmniejszenia powierzchni filtracyjnej nie obserwowano wzrostu wydalania albumin z moczem u myszy Ptpro -/-. Natomiast stwierdzano wyższą tendencję do nadciśnienie (po usunięciu jednego lub więcej nerek, myszy Ptpro -/- były wyższe ciśnienie niż ich miotu typu dzikiego). Dane te potwierdzają wniosek, że biało GLEPP1 (Ptpro) odgrywa rolę w regulowaniu ciśnienia w kłębuszkach nerkowych.

## Znaczenie kliniczne
W różnych pracach używano GLEPP1 jako wskaźnika dla podocytów, jednakże wydaje się, że nie może ono być samodzielnym markerem uszkodzenia podocyta decydującym o postawieniu rozpoznania. Większa ekspresja GLEEP1 została wykazana w submikroskopowym kłębuszkowym zapaleniu nerek oraz nefropatii błoniastej, natomiast w przypadku ogniskowego segmentalnego szkliwienie kłębuszków nerkowych (ang. FSGS) wykazano jego znaczną redukcję.

## Synonimy genu GLEPP1
W literaturze obecne są różne nazwy odnoszące się genu kodującego do białka nabłonkowego kłębuszków, jak: Ptpro (ang. protein tyrosine phosphatase), D28, PTP-BK, Ptpn15, PTP-oc, PTP-phi, PTPROt, PTP-U2. Nazwy te są używane szczególnie wobec genów i białek kodowane przez nie u innych niż człowiek ssaków (myszy, króliki).